# Ebro (Floride)
Pour les articles homonymes, voir Ebro.
Ebro est une ville américaine située dans le comté de Washington en Floride.

## Démographie
| 1970 | 1980 | 1990 | 2000 | 2010 | - |
| ---- | ---- | ---- | ---- | ---- | - |
| 125  | 233  | 255  | 250  | 270  | - |

Selon le recensement de 2010, Ebro compte 270 habitants. La municipalité s'étend sur 5,07 milles carrés (13,13 km2), dont 4,97 milles carrés (12,87 km2) de terres.